# Jean-Baptiste du Plessis d’Argentré
Jean-Baptiste du Plessis d’Argentré (* 1. November 1720 in Argentré-du-Plessis, Département Ille-et-Vilaine; † 24. Februar 1805 in Münster) war ein französischer Bischof.

## Leben
Jean-Baptiste du Plessis (oder Duplessis) wurde 1720 auf dem Schloss du Plessis in der Gemeinde Argentré geboren. Sein Vater Pierre († 1772) war ehemals Page Ludigs XIV. gewesen, seine Mutter war Marie-Louise Hindret de Ravenne. Er studierte an Saint-Sulpice und an der Sorbonne in Paris und wurde Generalvikar des Bischofs von Limoges, Jean-Gilles du Coëtlosquet, eines Verwandten. 1759 übertrug König Ludwig XV. ihm und seinem jüngeren Bruder Louis-Charles, seit 1758 Bischof von Limoges, die Erziehung der königlichen Prinzen. 1771 wurde er als Nachfolger Bischof Coëtlosquets erster Almosenier des Grafen der Provence, des späteren Königs Ludwig XVIII., der ihn auch mit der Verwaltung seiner Benefizien beauftragte.
Am 20. März 1774 in der Schlosskapelle von Versailles zum Bischof von Thagaste in partibus (Titularbischof) geweiht, übernahm Du Plessis im folgenden Jahr den Bischofsstuhl von Sées, verbrachte aber die meiste Zeit am königlichen Hof in Versailles oder Paris. Die Stadt und das Bistum Sées verdanken seiner Baufreude und seinem großen Vermögen das Bischofspalais (Palais d’Argentré), eines der bedeutendsten neoklassizistischen Bauwerke der Normandie. Er ließ außerdem den Grundstein für das große Seminar legen; die Vollendung des Jagdhauses in Fleuré verhinderte die Revolution.
Zu Beginn der Revolution noch zum ersten Bürgermeister der Stadt Sées gewählt, zwang der geforderte Eid der Geistlichen auf die Zivilverfassung des Klerus, den er nicht leisten wollte, den Bischof 1791/1792 doch ins Exil – zunächst nach England, dann zu seinem Bruder nach Münster in Westfalen. Dort übernahm er nach dem Tod des ebenfalls dorthin geflohenen Kardinals Rochefoucauld 1800 die Jurisdiktion über die Erzdiözese Rouen und gehörte 1801/03 zu den Bischöfen, die Papst Pius VII. den Rücktritt verweigerten. Er starb 1805 in Münster, 85 Jahre alt, und wurde ebenda beigesetzt. Sein Nachfolger Bischof Charles-Frédéric Rousselet ließ die sterblichen Überreste 1875 nach Sées holen und in der Bischofsgruft beisetzen.